# Podkopná Lhota
Podkopná Lhota (en allemand : Lhotta Podkopna, de 1939 à 1945 : Unterfang) est une commune du district et de la région de Zlín, en République tchèque. Sa population s'élevait à 336 habitants en 2020.

## Géographie
Podkopná Lhota se trouve à 16 km au nord-est de Zlín, à 90 km à l'est-nord-est de Brno et à 259 km au sud-est de Prague.
La commune est limitée par Držková au nord, par Hošťálková au nord-est, par Trnava à l'est et au sud et par Kašava à l'ouest.

## Histoire
La première mention écrite de la localité date de 1644.

## Transports
Par la route, Podkopná Lhota se trouve à 14 km de Fryšták, à 21 km de Zlín, à 106 km de Brno et à 312 km de Prague.